# Arne Schimmer

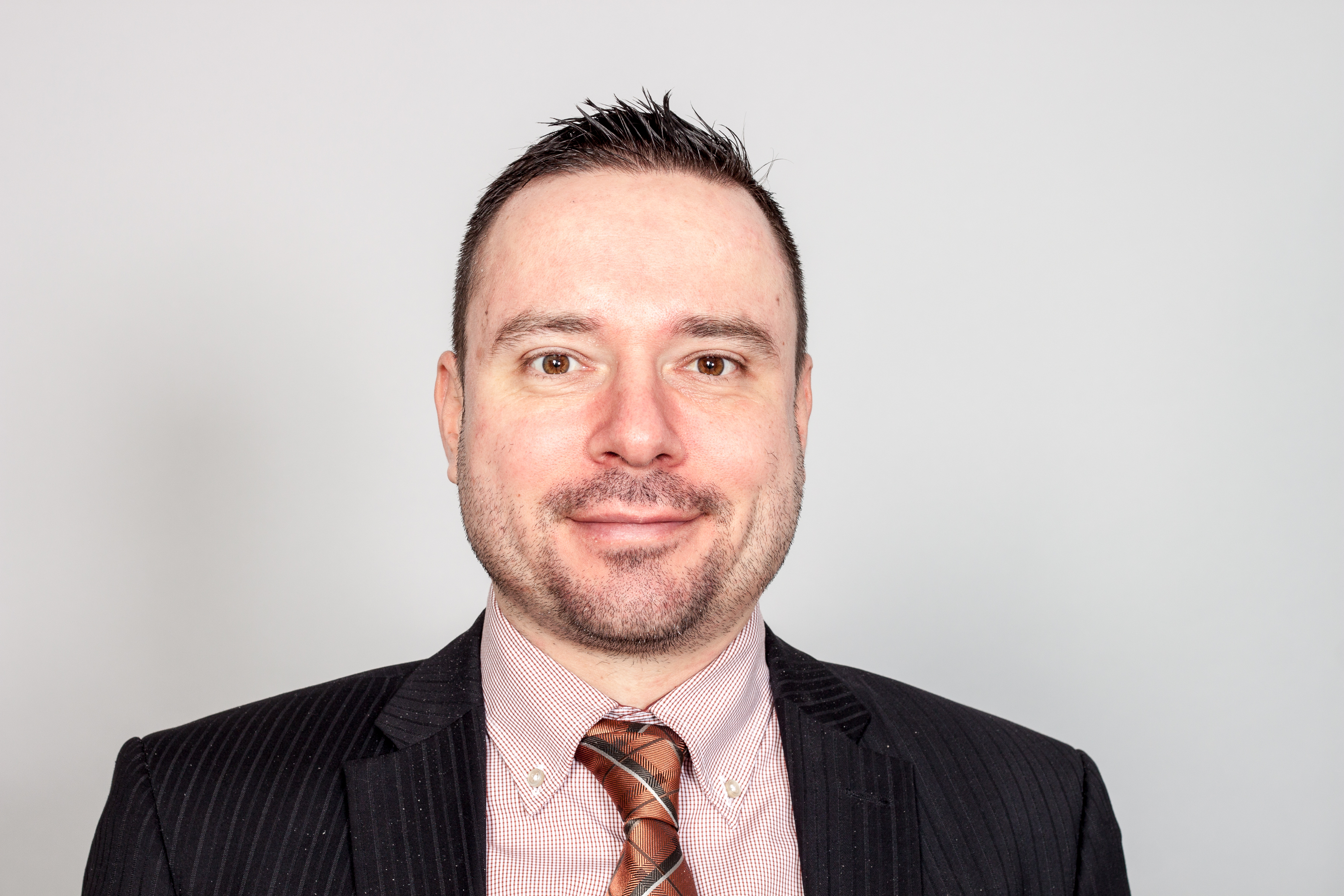
Arne Schimmer (2013)

Arne Wolfgang Schimmer (* 4. Juli 1973 in München) ist ein deutscher Politiker der rechtsextremen NPD. Er war von 2009 bis 2014 Mitglied des Sächsischen Landtages. Seit 2009 war er Chefredakteur der mittlerweile eingestellten rechtsextremen NPD-nahen Zeitschrift Hier & Jetzt. Seit 2003 arbeitet er inkognito für die Edition Antaios des neurechten Vordenkers Götz Kubitschek und seines Instituts für Staatspolitik in Schnellroda.

## Herkunft und Studium
Schimmer absolvierte nach dem Abitur 1993 am Europa-Gymnasium in Wörth am Rhein ein Studium der Volkswirtschaftslehre an der Justus-Liebig-Universität Gießen und wurde dort Mitglied der Burschenschaft Dresdensia-Rugia zu Gießen. Heute ist er Alter Herr. Zuletzt im Verfassungsschutzbericht 2013 des Hessischen Innenministeriums wird die Burschenschaft als Verdachtsfall geführt.
Nach dem Abschluss als Diplom-Ökonom 1999 war Schimmer zunächst von 2000 bis 2001 als Prüfungsassistent in einer Kanzlei in Frankfurt am Main tätig, danach war er bis 2003 Redakteur der Zeitschrift für das gesamte Kreditwesen.
Gemeinsam mit Per Lennart Aae war er 2006 Urheber der Grundlagen einer nationaldemokratischen Volkswirtschaftslehre. In seine Überlegungen bezog er u. a. den Austrofaschisten Othmar Spann mit ein.
Schimmer ist ledig.

## Politik

### Partei
Schimmer trat noch während des Studiums 1998 in die rechtsextreme NPD ein, war von 1999 bis 2000 Mitglied im Bundesvorstand der NPD-Vorfeld- und Studentenorganisation Nationaldemokratischer Hochschulbund (NHB) und wurde 2007 in den Landesvorstand der NPD Sachsen gewählt. 2011 wurde er Mitglied des NPD-Bundesvorstandes.
Bei der Bundestagswahl 2013 kandidierte er erfolglos im Wahlkreis Vogtlandkreis (4,2 % der Erststimmen).

### Abgeordneter
Seit 2000/01 bei der Deutschen Stimme tätig, kam er im Oktober 2004 als Mitarbeiter zur NPD-Fraktion in den Sächsischen Landtag. Dabei war ein sich wiederholender fließender Wechsel zwischen Partei- und Redaktionstätigkeit zu beobachten. Ab März 2005 war er als Parlamentarischer Berater der Partei für den Untersuchungsausschuss zur Sachsen LB und von April 2007 bis September 2009 als Pressesprecher tätig. Bei der Landtagswahl in Sachsen 2009 zog Schimmer, der im Wahlkreis Dresden 1 als Direktkandidat kandidierte (3,7 % der Erststimmen), über die Landesliste in den 5. Sächsischen Landtag ein. Er war Mitglied des Haushalts- und Finanzausschusses und ab 2012 eines von 19 Mitgliedern des 3. Untersuchungsausschusses („Neonazistische Terrornetzwerke in Sachsen“). Bei der Landtagswahl 2014 verpasste die NPD den erneuten Einzug in den Landtag.
In der Zeit als Abgeordneter hielt er laut Verfassungsschutz Mecklenburg-Vorpommern den verschwörungstheoretischen Vortrag „Vorsicht staatliche Brandstifter. Das NSU-Phantom und die Geheimdienste“ im „Nationalen Begegnungszentrum“ in Anklam.

### Publizistik und Lektorat
Neben seiner beruflichen Tätigkeit veröffentlichte Schimmer als freier Autor in weiteren rechtsextremen Zeitschriften u. a. im Presseorgan der NPD Deutsche Stimme und in der JN- bzw. NPD-nahen Zeitschrift Hier & Jetzt sowie in den Staatsbriefen und in Wir selbst. Als Redner trat er u. a. auf von Jungen Nationaldemokraten, „Freien Kräften“ und der Jungen Landsmannschaft Ostdeutschland organisierten rechtsextremen Veranstaltungen zum Thema Wirtschaft auf.
Bis 1999 schrieb er für die neurechte Wochenzeitung Junge Freiheit. Von 2003 bis 2004 soll er Verlagslektor bei der Edition Antaios von Götz Kubitschek gewesen sein. Laut Volker Weiß hat er auch später noch Kontakte zum neurechten Institut für Staatspolitik (IfS) gehabt. Karlheinz Weißmann bezeichnete er 2006 in der DS als „produktivsten Vertreter dieses ,ideologischen Konservatismus'“. Wie Kubitschek selbst einräumt, war Schimmer in der Vergangenheit Schulungsteilnehmer am IfS.
Von 2009 bis 2013 war Schimmer Chefredakteur der JN-nahen Zeitschrift Hier & Jetzt, was als Teil der Intellektualisierungsbemühungen der NPD gewertet wurde. Nach Einschätzung von Helmut Kellershohn propagierte er dort einen „modernen Nationalismus“.
Unter dem Pseudonym Sven Reuth soll Schimmer auch Mitarbeiter des Compact-Magazins gewesen sein und Beiträge verfasst haben.

## Schriften (Auswahl)
- Das Gesetz des Ortes. Zur politischen Philosophie Hans-Dietrich Sanders. In: Heiko Luge (Hrsg.): Grenzgänge. Liber amicorum für den nationalen Dissidenten Hans-Dietrich Sander zum 80. Geburtstag. Ares-Verlag, Graz 2008, ISBN 978-3-902475-60-2, S. 128 ff.